# Idaea salubraria
Idaea salubraria là một loài bướm đêm trong họ Geometridae.